# Salvator Rosa (stacja metra)
Salvator Rosa – stacja metra w Neapolu, na Linii 1 (żółtej). 
Znajduje się pod Via Salvator Rosa.
Stacja została otwarta 5 kwietnia 2001.